# Adel Chedli
Adel Chedli (arabe : عادل الشاذلي), né le 16 septembre 1976 à La Ricamarie (Loire), est un joueur puis entraîneur de football possédant la double nationalité tunisienne et française.
Il joue au poste de milieu de terrain défensif, notamment avec l'équipe de Tunisie.

## Biographie

### Clubs
Après trois saisons, le milieu de terrain rejoint Sochaux. Il y recule d'un cran et s'installe devant la défense durant sept saisons et demi où il connaît les joies de plusieurs promotions tout comme la douleur de la relégation. Il joue ensuite 24 matchs avec le FC Istres puis quitte ce club lorsqu'il est relégué en Ligue 2. Engagé le 23 août 2006 par le FC Sion, club de première division suisse, il se fait exclure de l'équipe le 1er octobre 2007 à la suite de la déclaration suivante : « Je ne jouerai plus pour le FC Sion ». Après une saison au FC Sion, et trois mois sans club, il signe jusqu’à la fin de la saison pour le club émirati du Al Sha'ab Sharjah.
Le 19 septembre 2008, il s'engage au FC Istres, club où il avait déjà évolué en Ligue 1 pour une durée d'une saison. Il joue à partir de 2010 pour l'Étoile sportive du Sahel.
En juillet 2012, il s'engage avec le Raja Club Athletic où il rejoint son ancien entraîneur de l'Étoile sportive du Sahel, M'hamed Fakhir. Il remporte avec les aigles verts le doublé coupe-championnat durant cette saison.
En juin 2017, il est nommé entraîneur de l'Olympique Rovenain, un club du sud de la France.
En juin 2018, il est nommé entraîneur de l'AC Arles.

### Sélection
Né en France, Chedli porte les couleurs de son pays d'origine : la Tunisie ; il est en effet originaire de Menzel Kamel. Formé à Saint-Étienne où il débute en 1994, il est sélectionné pour la première fois avec les « Aigles de Carthage » le 26 mai 1996 face au Sénégal et marque un but. À l’époque, il évolue au poste de milieu offensif mais descend en deuxième division avec le club de Saint-Étienne à la fin 1996. Joueur régulier mais sans génie, il est forcé d’attendre six ans pour sa seconde participation à un match de l'équipe de Tunisie car il avait participé jusque-là à des matchs avec les équipes juniors de la France.
Rappelé pour la CAN 2004 disputée dans son pays, il participe à la victoire de la Tunisie puis dispute également la Coupe des confédérations 2005. Son heure de gloire personnelle arrive en octobre 2005 quand il marque le but égalisateur face au Maroc (2-2) et offre ainsi à la sélection tunisienne son billet pour la coupe du monde 2006 en Allemagne.
En 2011, il remporte le championnat d'Afrique des nations de football et devient alors le premier joueur et pour l'instant le seul à réaliser le doublé CAN-CHAN.
En 2012, il décide de mettre un terme à sa carrière internationale après un conflit qu'il a eu avec le sélectionneur national Sami Trabelsi pendant la CAN 2012 et qui le contraint à quitter le groupe avant la fin de la compétition.
En 2017, il fait des déclarations critiques concernant la conduite de certains de ses coéquipiers en sélection lors du stage de préparation de la CAN 2012.

### Entraîneur
En 2021, il devient entraîneur adjoint de la Géorgie. En mars 2024, il réussit en tant qu'adjoint, au côté de l'entraîneur Willy Sagnol, à qualifier l'équipe pour l'Euro 2024 et à atteindre le second tour,.

### Vie privée
En 2012, il officialise son union avec l'actrice Samira Magroun avec l'annonce de leurs fiançailles. Le couple a un enfant la même année avant de divorcer.

## Carrière
- 1994-1997 : AS Saint-Étienne (France)
- 1997-2004 : FC Sochaux (France)
- 2004-2005 : FC Istres (France)
- 2005-2006 : FC Nuremberg (Allemagne)
- 2006-2007 : FC Sion (Suisse)
- 2007-2008 : Al Sha'ab Sharjah (Émirats arabes unis)
- 2008-2010 : FC Istres (France)
- 2010-2012 : Étoile du Sahel (Tunisie)
- 2012-2013 : Raja Club Athletic (Maroc)[12]

## Palmarès
Tunisie
- Vainqueur de la coupe d'Afrique des nations en 2004
- Vainqueur du championnat d'Afrique des nations en 2011

 FC Sochaux
- Champion de D2 en 2001

 FC Istres
- Champion de National en 2009

 Raja Club Athletic
- Vainqueur du championnat du Maroc en 2013
- Vainqueur de la coupe du Maroc en 2012